# Chiesa di Santa Cristina (Granze)
La chiesa di Santa Cristina è la parrocchiale di Granze, in provincia e diocesi di Padova; fa parte del vicariato di Monselice.

## Storia
La prima citazione di una chiesa a Granze, definita pieve, risale al 1297. Da un documento del 1437 si evince che questa fosse una chiesa campestre, che non era regolarmente officiata e che era divenuta filiale della parrocchiale di Vescovana. 
Nella seconda metà del XVI secolo gli abitanti di Granze, che, per assistere alle funzioni nella chiesa di Vescovana dovevano percorrere circa due chilometri, decisero di edificare una chiesa nel loro paese. La parrocchiale ed il campanile furono realizzati nel 1582. La nuova parrocchiale, dedicata a Santa Cristina di Bolsena, venne consacrata il 17 ottobre 1594 dal vescovo di Chioggia Massimiliano Beniamino. 
Nel 1852 la chiesa venne restaurata, nel 1931 fu rinforzata la torre campanaria e, tra il 1937 e il 1942, la parrocchiale venne rinnovata con l'edificazione di quattro cappelle laterali.